# Pat Spence
Patrick Spence (11 de fevereiro de 1898 – 22 de novembro de 1983) foi um tenista sul-africano. Nasceu em Queenstown, África do Sul. Ele competiu principalmente na Grã-Bretanha e encontrou sua forma nos torneio com piso duro. Venceu os torneios de duplas mistas de Wimbledon, em 1928, com Elizabeth Ryan, e Roland-Garros, em 1931, com Betty Nuthall.

## Vida pessoal
Patrick Spence nasceu em 11 de fevereiro de 1898, em Queenstown, Cape Colony. Mudou-se para Edimburgo, Grã-Bretanha, logo após a Primeira Guerra Mundial. Formou-se na Universidade de Edimburgo com doutorado em medicina. Além de tenista, ele era um jogador de rugby amador. Trabalhou no Guy's Hospital, em Londres, e depois em Richmond, em 1930. Mais tarde, com alguns colegas, fundou um consultório particular, em Kingston-on-Thames, chamado Howlett, Kemp, Carson and Spence, de onde se aposentou em1934. Formou uma vida como casal com sua parceira de duplas, Betty Nuthall, com quem venceu o Torneio de Roland Garros, nas duplas mistas, em 1931.

## Jogos Olímpicos
Representou seu país no Jogos Olímpicos de Verão de 1924, na categoria de simples masculino; onde foi eliminado na quarta rodada, pelo francês René Lacoste, que viria a conquistar a medalha de bronze do torenio.

## Finais de Grand Slam

### Duplas mistas (2 títulos)
| Resultado | Ano  | Campeonato    | Superfície | Parceiro       | Oponentes                            | Placar        |
| --------- | ---- | ------------- | ---------- | -------------- | ------------------------------------ | ------------- |
| Vitória   | 1928 | Wimbledon     | Grama      | Elizabeth Ryan | Daphne Akhurst Jack Crawford         | 7–5, 6–4      |
| Vitória   | 1931 | Roland-Garros | Saibro     | Betty Nuthall  | Dorothy Shepherd-Barron Bunny Austin | 6–3, 5–7, 6–3 |